# توربيورن غيافر إريكسن
توربيورن غيافر إريكسن هو سياسي نرويجي، ولد في 6 نوفمبر 1970. نشط حزبياً في حزب العمال. وقد انتخب وزير دولة ‏ مكتب رئيس الوزراء ‏ (17 أكتوبر 2005 – 11 يونيو 2011).